# Andrea Pusateri
Andrea Pusateri (Monfalcone, 8 agosto 1993) è un paraciclista, triatleta e Content Creator italiano  .

## Carriera
All'età di 4 anni ha avuto un incidente alla stazione ferroviaria di Monza, la mamma per cercare di salvarlo ha perso la sua vita e lui le due gambe di cui la sinistra gli è stata reimpiantata dal professor Marco Lanzetta.
Ha praticato diversi sport fino ad arrivare alla bicicletta, con la quale dal 2008 partecipa a tutte le gare di paraciclismo, ottenendo diverse vittorie e ottimi piazzamenti anche a livello mondiale tra cui dieci titoli italiani, cinque podi in Coppa del Mondo ed altri risultati internazionali. 
Nel 2013 entra a far parte della Nazionale Italiana e nel 2014 vince la sua prima gara internazionale a Schenkon, in Svizzera.
Il 6 marzo 2015 durante un allenamento nel comasco subisce un grave incidente in bicicletta. Prontamente soccorso, viene trasportato in elicottero all’ospedale di Varese, riporta due ematomi oltre alle innumerevoli ferite e rimane in coma farmacologico per sette giorni. Tre mesi dopo conquista la sua prima medaglia d’oro in Coppa del Mondo a Maniago.
Dopo una carriera puntellata di traguardi Andrea decide di affrontare nuove sfide e dal 2019 si dedica alle gare di triathlon del circuito Iron Man. Nel 2021 conclude a Barcellona il suo primo Ironman 70.3 con il tempo di 5 ore e 42 minuti. Durante l'anno si dedica anche alle maratone e mezze maratone, concludendo la sua prima mezza maratona (Roma Ostia Half Marathon) con il tempo di 1 ora e 18 minuti. 
Dal 2022 ha concentrato la sua attenzione sulle Gran Fondo di Ciclismo su strada, contribuendo ad aumentare la sua visibilità attraverso i social media e diventando un punto di riferimento nel mondo paralimpico e della motivazione.
Nel corso del 2023, Andrea Pusateri ha pubblicato la sua biografia dal titolo "I Limiti Non Esistono" con Piemme Edizioni.Quest'opera riflette la sua straordinaria esperienza di vita e la sua filosofia di superare le sfide e raggiungere i propri obiettivi.
A Gennaio 2023, Andrea ha partecipato al programma televisivo Rai "Il Cacciatore si Sogni", dove ha condiviso la sua storia di resilienza.
Nel 2024, ha intrapreso una nuova sfida nel mondo dell'Ultraciclismo , dimostrando ancora una volta la sua determinazione e passione per lo sport.
Con il suo impegno e la sua ispirazione, Andrea continua a influenzare e motivare gli altri a superare i propri limiti e perseguire i propri sogni.

## Opere
- I Limiti Non Esistono - Le sfide che hanno cambiato la mia vita - Piemme Edizioni[3]

## Televisione
- Il Cacciatore Di Sogni - La Sfida di Andrea (Rai 3) 2024[4]
- Invincibili - di Marco Berry (Italia 1) 2011

## Palmarès
2011 - 2018
- Campionati Italiani di Paraciclismo

Dieci titoli italiani (pista, cronometro e corsa in linea)
2014
- Coppa Europa - Schenkon (Svizzera)[6]
- Campionati del mondo di paraciclismo - Greenville (Stati Uniti), ottavo classificato nella corsa in linea

2015
- Upper Austria Paracycling Tour
- International Paralympic Valle Olona, Varese
- V Piacenza Paracycling, corsa in linea
- Coppa del Mondo di paraciclismo - Maniago[7]
- Campionati del mondo di paraciclismo - Nottwil (Svizzera), sesto classificato nella corsa in linea

2016
- La Due Giorni del Mare - Marina di Massa, corsa in linea
- Coppa del Mondo di paraciclismo - Mungia (Spagna), secondo classificato della corsa in linea

2017
- La Due Giorni del Mare - Marina di Massa, corsa in linea
- Coppa del Mondo di paraciclismo - Emmen (Olanda), secondo classificato nella corsa in linea[8]
- Campionati del mondo di paraciclismo - Pietermaritzburg (Sudafrica), sesto classificato nella corsa in linea

2018
- Upper Austria Paracycling Tour
- Coppa del Mondo di paraciclismo - Ostenda (Belgio), terzo classificato nella corsa in linea[9]
- Coppa del Mondo di paraciclismo - Emmen (Olanda), terzo classificato nella corsa in linea[10]
- Campionati del mondo di paraciclismo - Maniago, settimo classificato corsa in linea

2021
- Ironman 70.3, Barcellona, Triathlon, 5 ore e 42 minuti
- Roma Ostia Half Marathon, roma, 1.18.06